# The Sound of White
The Sound of White är debutalbumet av australiska kvinnliga artisten, Missy Higgins, some släpptes av Eleven i september 2004. 

## Australiensläppet
1. "All for Believing"
2. "Don't Ever"
3. "Scar"
4. "Ten Days"
5. "Nightminds"
6. "Casualty"
7. "Any Day Now"
8. "Katie"
9. "The River"
10. "The Special Two"
11. "This Is How It Goes"
12. "The Sound of White"
13. "They Weren't There"

## Internationalsläppet
1. "All for Believing"
2. "Ten Days"
3. "Scar" (Jay Newland Mix)
4. "Don't Ever"
5. "Nightminds"
6. "Unbroken"
7. "Any Day Now"
8. "Katie"
9. "The River"
10. "The Special Two"
11. "This Is How It Goes"
12. "The Sound of White"
13. "They Weren't There" (Hidden track)